# Vatellus tarsatus
Vatellus tarsatus är en skalbaggsart som först beskrevs av François Louis Nompar de Caumont de Laporte 1835.  Vatellus tarsatus ingår i släktet Vatellus och familjen dykare. Inga underarter finns listade i Catalogue of Life.